# Vierkanthof

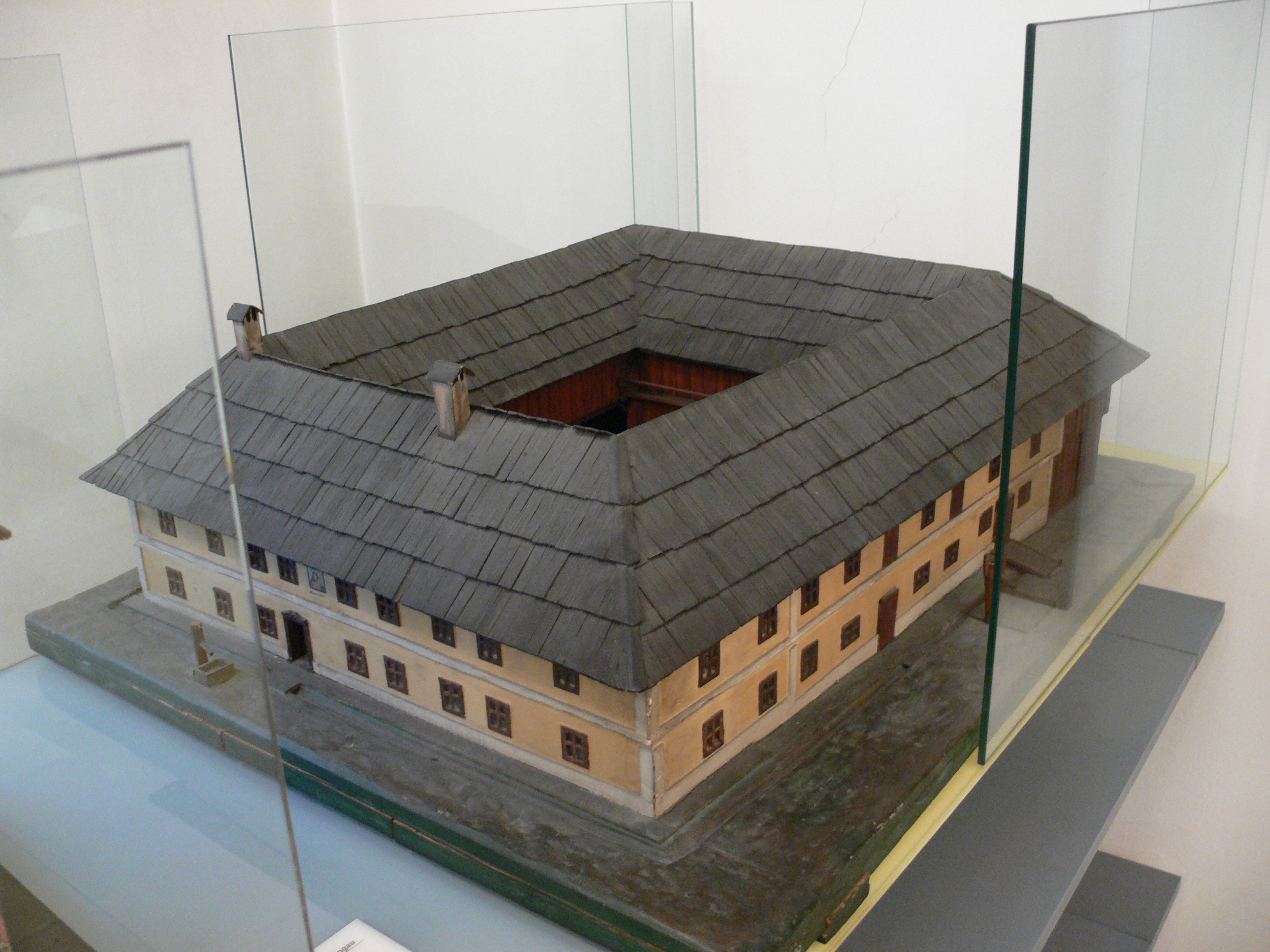
Modello di Vierkanthof dell'Alta Austria.

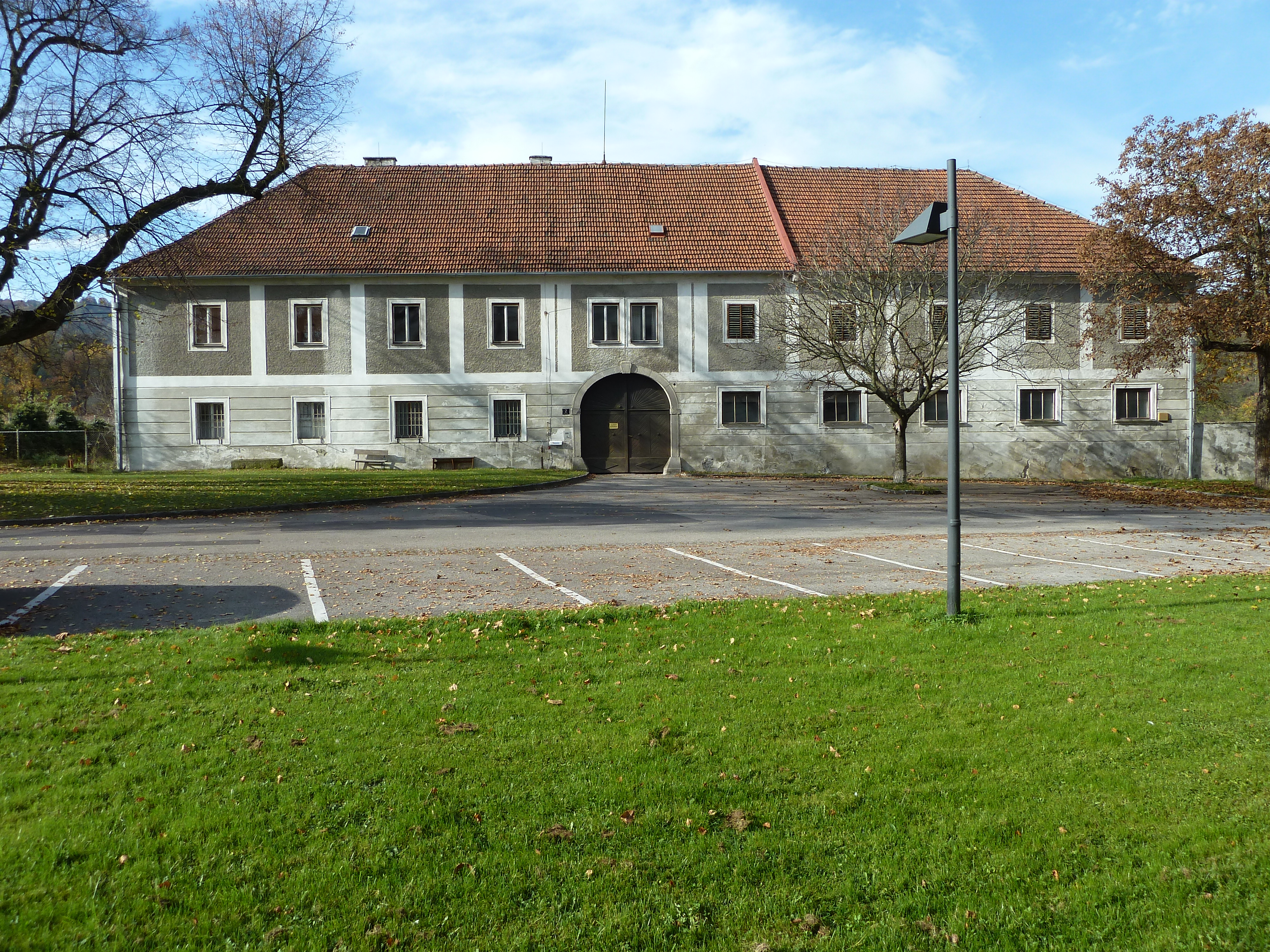
Un Vierkanthof di Linz (facciata anteriore).

Un Vierkanthof o Vierkanter è un tipo di fattoria, specifico dell'Alta Austria e della Bassa Austria.

## Etimologia
In tedesco, Vierkanthof (plurale Vierkanthöfe) significa approssimativamente "fattoria disposta in una piazza". Il termine Vierkanter è specifico del tedesco austriaco.

## Sviluppo storico
Questo tipo di fattoria con il cancello d'ingresso nella facciata anteriore è spesso associato alla villa rustica romana, ma questa non sembra aver contribuito allo sviluppo della variante belga e olandese del Limburgo del gruppo di case a croce. È stato anche suggerito che la forma quadrata chiusa fosse destinata a proteggere i residenti e i loro averi. Molte di queste fattorie chiuse furono stabilite nel XVIII secolo in un'area in cui erano attive le bande di ladri dei Bokkenrijders.
Tuttavia, lo sviluppo di questo tipo di fattoria è piuttosto il risultato del potenziamento dell'agricoltura e della conseguente necessità di più stalle e capannoni, senza creare distanze troppo grandi tra i vari fabbricati agricoli. Questo sviluppo è passato dalla Langgevelboerderij (fattoria a timpano lungo) attraverso la forma a L e poi la forma a U fino al tipo di cortile quadratao finale (con il mucchio di letame nel cortile).

## Ripartizione
In Austria, i Vierkanthöfe si trovano nei Länder dell'Alta Austria e della Bassa Austria, all'interno di un quadrilatero formato dalle città di Linz, Wels, Steyr e Amstetten.

## Caratteristiche
Tipicamente, un Vierkanthof è costituito da un cortile quadrato, circondato da fabbricati agricoli.